# Basoche

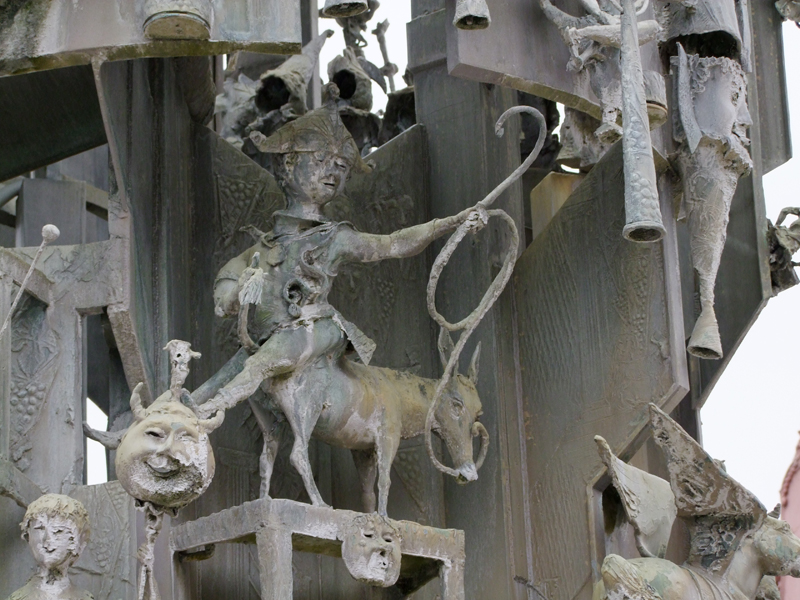
Il "cavalcaparagrafi" sulla Fontana del Carnevale di Magonza, come allegoria del giurista

Nella Francia dell'Ancien Régime la Basoche  (in fr. Confrérie de la Basoche) era la corporazione dei clercs de justice ("chierici di giustizia"), ovvero degli impiegati degli avvocati e dei procuratori legali.
La parola basoche è una deformazione del latino basilica, usato nel Medioevo anche per indicare il palazzo di giustizia.

## Corporazione professionale
Tradizionalmente la fondazione della Basoche è collocata nel 1303, sotto il regno di Filippo il Bello, ovvero pochi decenni dopo l'istituzione del Parlamento di Parigi. Tuttavia è più probabile che la corporazione risalga solo all'inizio del Quattrocento.
La prima Basoche fu quella del Parlamento di Parigi, ma ne furono successivamente fondate altre, che raggruppavano i giuristi addetti ad altri tribunali.
Infatti, man mano che venivano istituiti i Parlamenti provinciali, nacquero anche le relative Basoches: le più antiche furono quelle di Tolosa, Bordeaux, Grenoble e Digione.
Le Basoches dei parlamenti provinciali erano dipendenti da quella della capitale.
Vi erano poi le Basoches relative agli altri tribunali parigini.
Innanzitutto la Bazoche du Châtelet, che raggruppava gli addetti alla Corte del Grand Châtelet. Questa corporazione rivendicava la sua indipendenza da quella del Palais de Justice.
Infine, i cancellieri e procuratori presso la Chambre des comptes di Parigi avevano la loro Basoche, chiamata "impero di Galilea".
La Basoche era formata da coloro che lavoravano per gli avvocati e i procuratori, impiegati e praticanti. Per poter diventare procuratori bisognava aver fatto un tirocinio di dieci anni preso un procuratore ed era necessario in questo periodo essere membri della Bazoche.
I basochiens erano ammessi a patrocinare davanti al giudice solo in limitati casi: avanti al lieutenant civil potevano discutere sui réferés, cioè i procedimenti cautelari d'urgenza, inoltre potevano patrocinare avanti al juge auditeur.
La stessa Basoche operava come tribunale (la Cour de la Basoche) con giurisdizione penale sui propri membri, limitatamente ad alcune contravvenzioni come le risse e le ingiurie. Inoltre decideva in via esclusiva le controversie civili in materia contrattuale proposte nei confronti dei propri membri da altri basochiens o da borghesi. Le sentenze emesse dalla Basoche facevano giudicato e potevano essere impugnate solo davanti al consiglio degli anziani della Basoche.
I suoi poteri scemarono negli anni e, verso la fine, aveva ben poca autorità effettiva.
Venne abolita durante la Rivoluzione francese con il decreto generale del 13 febbraio 1791.
In francese moderno, basoche è un termine dispregiativo per indicare la pratica legale in genere.

## Cariche e feste
Le Basoches non erano solo associazioni professionali, ma organizzavano anche il tempo libero dei membri. A questo fine l'assemblea dei chierici basochiens eleggeva ogni anno un capo che assumeva il pomposo titolo di roi de la basoche ("re della basoche"). Il suo stemma, ispirato a quello del re di Francia, consisteva in tre scrittoi d'oro su uno sfondo azzurro.
Il re della Basoche era circondato da cortigiani: i maîtres des requêtes, fra i quali il gran referendario e il grand-audiencer ("grand'ufficiale giudiziario") che si occupavano delle cause straordinarie, fungevano da giudici "a latere" della Cour de la Basoche.
L'avvocato generale, il procuratore de Re e il procuratore della comunità controllavano la regolarità delle cause.
Infine, c'erano quattro tesorieri, il cancelliere (greffier), quattro notai e segretari, il primo usciere e altri otto uscieri, infine il cappellano.
Il titolo di "re della basoche" fu soppresso nel XVI secolo, per ordine di Enrico III, in quanto offensivo per il Re di Francia e sostituito quello di «cancelliere» (Chancelier). Si calcola che all'epoca i basochiens fossero circa seimila.
Questa imponenente corte organizzava alcune cerimonie pubbliche durante l'anno:, le più importanti di queste parades erano la cavalcade dell'Arbre de mai, le montres, e la revue annuale.
La cavalcade aveva luogo in maggio: i membri della Basoche cavalcavano fino alla foresta reale di Bondy per tagliare l'"albero di maggio", che successivamente collocavano nel cortile del Palais de Justice, al suono di trombe e tamburi.
Le montres risalivano ai primi tempi della Basoche e continuarono fino alla metà del Cinquecento. In questo periodo la corporazione era organizzata in compagnie militari che periodicamente sfilavano in parata, la montre, e talvolta prendevano le armi al servizio del re in tempo di guerra.
Ogni anno il "re della Basoche" passava in rivista i suoi "sudditi" al Pré-aux-Clercs, appena fuori del Quartier Latin, fra la Senna e l'Abbazia di Saint-Germain-des-Prés.
Vi erano anche manifestazioni più frequenti: due volte alla settimana, il martedì e il sabato, la Cour de la Basoche teneva udienza.
La longevità della Basoche e l'opulenza delle sue feste diede l'esempio alle altre corporazioni di studenti. Così si trovano ancor oggi molti rituali provenienti dalla Basoche. Fra questi, per esempio, le processioni di "San Nicola degli studenti" in alcune città belghe.

## Teatro della Basoche
La Basoche aveva anche il privilegio di allestire rappresentazioni teatrali.
La data di inizio dell'attività teatrale della confraternita è discussa. Nicola d'Oresme nel Trecento scrive di commedie rappresentate ai suoi tempi, tuttavia i più antichi riferimenti a rappresentazioni teatrali organizzate con sicurezza dalla Basoche risalgono alla prima metà del Quattrocento.
Inizialmente la corporazione allestiva delle Moralités e solo più tardi rappresentò anche delle Sotties e delle Farse.
Le Basoches non erano le uniche associazioni che avessero il privilegio di allestire questo tipo di spettacoli nel tardo medioevo parigino.
La Confrérie de la Passion ("Confraternita della Passione") aveva il compito di allestire le rappresentazioni di argomento religioso, mentre gli Enfant sans souci ("Bambini senza preoccupazioni") erano specializzati nelle sotties, ma mettevano in scena anche farse e moralités.
Un genere particolare, la cui natura non è stata ancora davvero chiarita, è quello delle causes grasses (""cause grasse"): si tratta di cause regolarmente iscritte nel ruolo generale di una corte di giustizia come le cause ordinarie, ma che venivano discusse il Martedì Grasso davanti alla Basoche. Ci si chiede perciò se fossero cause fittizie, oppure se fossero cause vere celebrate però in modo grottesco. Quel che è certo è che le cause grasses rappresentavano il legame più stretto fra l'attività giudiziaria e quella teatrale delle Basoches.
Le rappresentazioni teatrali delle Basoches parigine avevano luogo quattro volte all'anno: all'Epifania ("Fête des Rois"), a Carnevale ("Mardi Gras"), a Calendimaggio ("Arbre de mai") e all'inizio dell'estate.
Molte delle informazioni che abbiamo sulle Basoches provengono dai documenti conservati negli archivi pubblici e riguardano i provvedimenti censori emessi nei confronti delle Basoches parigine con riferimento alle rappresentazioni teatrali.
La censura preventiva dei testi da rappresentare risale al 1442 e con alterne vicende proseguì fino a quando l'attività teatrale delle corporazioni giudiziarie fu proibita del tutto.
La fine di tale attività viene spesso indicata nel 1540. In realtà la cessazione definitiva fu decretata da Enrico III nel 1582.
L'importanza della Basoche per la letteratura francese è duplice. Da un lato molti autori erano basochiens o scrissero testi per le Basoches, parigine o provinciali: fra gli altri Martial d'Auvergne, Pierre Gringore, Jean d'Abondance, André de La Vigne.
Ma l'influenza della Basoche sulla letteratura francese va più in là. In effetti si rinviene un influsso della corporazione giudiziaria su opere di autori che non ne erano membri. La più famosa di queste opere è probabilmente La Farce de Maître Pathelin: essa è oggi attribuita a Triboulet, giullare di corte, ma i riferimenti al mondo del diritto e l'abbondanza delle citazioni latine evidenziano un'influenza della Basoche.